# Gustave-Léonard Pompon-Levainville
Pour les articles homonymes, voir Pompon.
Gustave-Léonard Pompon-Levainville, souvent nommé Gustave Levainville, né le 10 décembre 1823 à Paris, officier de la Légion d'honneur, est un préfet du Second Empire. Il est décédé le 20 décembre 1894 à Paris dans le 16e arrondissement de Paris âgé de 71 ans. 

## Biographie
Il est fils d’Abraham Pompon et de Laure Félicité Jolly.
Il est veuf en premières noces de Marie Louise Sidonie Bourdon, et marié en secondes noces à Christine Julie Galand âgée de 45 ans. 
Il fut autorisé, par décret impérial du 5/07/1859 à St Cloud (no 7050 p. 737), à ajouter celui de Levainville à son patronyme Pompon. no 7051.— Décret Impérial (signé en Conseil des ministres par l'Impératrice-Régente, en vertu des pouvoirs que l'Empereur Lui a confiés, et contre-signé par le garde des sceaux, ministre de la justice) portant ce qui suit :
1. M. Pompon (Gustave-Léonard), né le 10 décembre 1823, à Paris, sous-préfet de l'arrondissement de Valenciennes (Nord), demeurant en cette dernière ville, est autorisé à ajouter à son nom patronymique celui de Levainville, et à s'appeler, à l'avenir, Pompon-Levainville.
2. Ledit impétrant ne pourra se pourvoir devant les tribunaux, pour faire opérer, sur les registres de l'état civil, le changement résultant du présent décret, qu'après l'expiration du délai fixé par la loi du 11 germinal an XI, et en justifiant qu'aucune opposition n'a été formée devant le Conseil d'État. (Saint-Cloud[4], 5 juillet 1859.)

Il entame dès la Deuxième République une carrière de sous-préfet : sous-préfet de Brignoles (Var) le 3 juillet 1849, sous-préfet de Sainte-Menehould (Marne) le 25 octobre 1851 (nomination reportée le 30 octobre 1851), sous-préfet de Marennes (Charente-Inférieure) le 30 octobre 1851, sous-préfet de Mayenne (Mayenne) le 16 mars 1853, sous-préfet de Narbonne (Aude) le 13 août 1857 et sous-préfet de Valenciennes (Nord) le 23 septembre 1858. 
Sous-préfet de Valenciennes, il est promu préfet de première classe et devient le premier préfet de la Haute-Savoie à Annecy, à la suite de l'annexion de la Savoie,. En poste du 11 juin 1860 au 14 juillet 1860, il sera donc rapidement remplacé par  le savoyard Anselme Pétetin, qui sera lui-même remplacé au bout de 8 ans. Par décision impériale, Pompon-Levainville doit rejoindre, toujours à titre de préfet, la préfecture de Montauban (Tarn-et-Garonne). Le 12 novembre 1865 il devient préfet de la Manche à Saint-Lô.
Le 1er février 1870, il est nommé préfet du Finistère à Quimper, en remplacement de M. Ponsard. Il est remplacé le 6 septembre 1870 par Ernest Camescasse, dès la chute du Second Empire.
Le 10 octobre 1870 en début d’après-midi, il vient pique-niquer sur le plus haut rocher de Saint-Guénolé (commune de Penmarch, Finistère) en compagnie de son épouse, de sa fille Gabrielle, de son neveu Georges Desch ainsi que sa sœur et Madame Bonnemaison. Le temps est beau, la mer « calme ». Le drame survint alors que le préfet s’entretient avec l’archéologue Paul du Chatellier dont l’atelier se situait à côté du rocher, où pique-niquait la famille. Malgré les cris en breton d’un enfant « An tarzh ! An tarzh ! » (Une déferlante !) tous les convives furent emportés par la lame de fond. Une croix en fer a été fixée dans le rocher à l’emplacement du drame. Un panneau, posé à proximité, relate l’accident afin de sensibiliser les visiteurs au danger du site. 
Par la suite, il démissionna de sa fonction préfectorale (« pensionné » le 6 novembre 1871) afin de ne pas interférer dans les procédures juridiques qui furent faites par la famille Le Bourdon pour recouvrer sa part de la succession de Mme Levainville. Le procès fut mémorable car la cour d'appel de Rennes dut se prononcer pour dire qui de la mère ou de la fille succomba la première. Elle conclut, à la suite de nombreuses expertises, que la fille décéda après sa mère, qu’elle en recueillit la succession, qui put donc être transmise à son père après son propre décès.
En 1871, ayant fait l’acquisition de terrains à Bénodet (Finistère), M. Pompon-Levainville fit appel à l’architecte quimpérois Joseph Bigot (1801 - 1894) pour édifier la sépulture de sa femme et de sa fille, ainsi qu'une grande villa sur sa propriété. Les travaux débutèrent en 1872 et la villa fut achevée en 1875. Elle figure sur les cartes de 1879 sous le nom de « Château Levainville », elle était alors la seule construction édifiée sur les hauteurs du bourg et dominait la lande, mais son nom véritable était, en breton, « Menez Frost » (pouvant se traduire par « mont pelé »).

## Sources
- Bulletin des lois de l'Empire français, volume 14, page 737 (sur Google Livres)